# Dakar Series
De Dakar Series is een rally voor auto's, vrachtwagens en motoren die sinds 2008 wordt gehouden. De organisatie is in handen van de A.S.O. De Dakar Series zou oorspronkelijk in 2009 van start gaan, maar met het niet doorgaan van de Dakar-rally 2008 was dit een jaar vervroegd.
De Central Europe Rally was de eerste wedstrijd die onder Dakar-Series van start ging.
Deze werd verreden in Hongarije en Roemenië. Aan deze rally mochten motoren, quads, auto's en trucks meedoen.
Andere rally's mogen ook van start gaan in deze Dakar-Series als ze aan dezelfde organisatie- en veiligheidsstandaard voldoen, met gelijke concurrenten en media-aandacht als de Dakar-rally.
Deze eerste Central Europe Rally was een onderdeel in een serie nieuwe ontwikkelingen en evenementen die waren gepland om een uitbreiding te vormen naast de Dakar-rally.
De tweede rally uit de Dakar Series, ook in 2008, heette de PAX Rally en werd verreden in Portugal. Aan deze rally mochten motoren, quads en auto's meedoen. De route was niet geschikt voor trucks.
In 2009 startte de Dakar Series met de Silk Way Rally. Deze werd verreden in Rusland, Kazachstan en Turkmenistan.
Aan deze rally mochten geen motoren meedoen.
In 2010 startte de Silk Way Rally weer onder de vlag van de Dakar Series en werd deze keer alleen verreden in Rusland. De start was in Sint-Petersburg en de finish in Sotsji. Dit omdat de Olympische Winterspelen hier in 2014 worden georganiseerd.
In 2011 wordt de Silk Way Rally weer alleen in Rusland verreden, alleen nu is de start op het Rode Plein in Moskou, maar de finish is wederom in Sotsji. 

## Erelijst Dakar Series
| Jaar | Naam Rally (Landen)                                | Motoren       | Motoren         | Quads                                | Quads                         | Auto's                                                 | Auto's                    | Trucks                                            | Trucks                 | Route                                |
| Jaar | Naam Rally (Landen)                                | Coureur       | Merk            | Coureur                              | Merk                          | Coureurs                                               | Merk                      | Coureurs                                          | Merk                   | Route                                |
| ---- | -------------------------------------------------- | ------------- | --------------- | ------------------------------------ | ----------------------------- | ------------------------------------------------------ | ------------------------- | ------------------------------------------------- | ---------------------- | ------------------------------------ |
| 2008 | Central Europe Rally (Hongarije -Roemenië)         | David Casteu  | KTM 690 Factory | Hubert Deltrieu                      | Polaris Outlaw 525            | Carlos Sainz Michel Perin                              | Volkswagen Race Touareg 2 | Hans Stacey Eddy Chévaillier Bernard der Kinderen | MAN TGS 4x4 Special T4 | Boedapest - Baia Mare - Balatonfüred |
| 2008 | PAX Rally (Portugal)                               | Ruben Faria   | Honda CRF 450 X | Luis Engeitado                       | Suzuki LTR 450                | Stéphane Peterhansel Jean-Paul Cottret                 | Mitsubishi Pajero Evo     | geen race                                         | Lissabon - Portimão    |                                      |
| 2009 | Silk Way Rally (Rusland -Kazachstan -Turkmenistan) | geen race     | geen race       | Carlos Sainz Lucas Cruz Senra        | Volkswagen Race Touareg 2     | Firdaus Kabirov Andrey Mokeyev Anatoley Tanin          | Kamaz 4326                | Kazan - Jañaözen - Asjchabad                      |                        |                                      |
| 2010 | Silk Way Rally (Rusland)                           | geen race     | geen race       | Carlos Sainz Lucas Cruz Senra        | Volkswagen Race Touareg 3     | Eduard Nikolaev Viatcheslav Mizyukaev Vladimir Rybakov | Kamaz 4326                | Sint-Petersburg - Sotsji                          |                        |                                      |
| 2011 | Silk Way Rally (Rusland)                           | geen race     | geen race       | Krzysztof Holowczyc Jean-Marc Fortin | BMW X3 CC                     | Aleš Loprais Milan Holáň Vojtěch Štajf                 | Tatra T815-2              | Moskou - Sotsji                                   |                        |                                      |
| 2012 | Desafio Litoral (Argentinië)                       | Cyril Despres | KTM             | ?                                    | Orlando Terranova Paulo Fiuza | BMW                                                    | geen race                 | Puerto Iguazú - Resistencia                       |                        |                                      |